# 3. konjeniška divizija (ZDA)
3. konjeniška divizija (izvirno angleško 3rd Cavalry Division) je bila konjeniška divizija Kopenske vojske ZDA.